# Parányi Adolf
Parányi Adolf, Klein Joachim Adolf (Gyömörő, 1865. augusztus 12. – Budapest, 1946. november 10.) színész, Spánn Gábor gyártásvezető, újságíró nagyapja.

## Életútja
Klein Dávid szabómester és Berger Netti fiaként született. 1879. május 1-én kezdte színészi pályáját, Beődy Gábornál. 1896. augusztus 23-án Makón házasságot kötött Weisz Flórával (1866–1936). 1896-ban a Népszínház szerződtette, ahol egyhuzamban 14 évet töltött, azután 1910-ben a Király Színház kötelékébe lépett, ahol 5 évig működött, elismeréssel. 1913. május 26-án nyugalomba vonult. 1928. november 3-án jubilált, Győrött, majd 1930-ban ünnepelte ötvenéves színészi működését, a városligeti Jókai Színkörben jubilált a Szökik az asszony című operettben. Halálát mellhártyalob, combnyaktörés és szívgyengeség okozta.
Gyermekei: Parányi Piri (1897–1984) színésznő, Parányi Frida Margit (1900–1972) színésznő, Parányi Dóra Sára (1903–1904), Parányi Zsazsa (1905–?), Parányi Blanka Ibolyka (1907–?).